# Mike Delfino
Michael „Mike” Delfino – postać fikcyjna, bohater serialu Gotowe na wszystko. Grał go James Denton.

## Charakterystyka
Szczerze? Byłeś tajemniczy, zamknięty w sobie, nikt Cię dobrze nie znał.

Nie mów tego hydraulikowi, ale Mike to dobry facet. Będzie cię wspierał tak, jak ja nigdy nie wspierałem.

Kłamiesz gorzej niż ja.

Wiesz, kiedy sparzysz się na mężczyznach tyle razy, co ja, przestajesz wierzyć w bajki o facecie na białym koniu, który przybędzie, by cię ocalić. Ale... Gdy poznałam Mike’a i zobaczyłam, jakim jest mężem, ojcem i przyjacielem... On przywrócił mi tę wiarę. Susan... To dobry człowiek.

Odkryłam co powodowało, że zwróciłam na Ciebie uwagę. Nie czujesz strachu. Każdy to powie. Zawsze wszystkim pomagasz.

## Przeszłość
Michael „Mike” Delfino urodził się 12 sierpnia 1967. Syn i zarazem drugie dziecko Nicka i Adele Delfino. Był popularnym dzieckiem w szkole, do czasu gdy jego ojciec został skazany na więzienie. Wtedy zaopiekował się nim dziadek od strony matki, Maynard. Był zaręczony z Deirdre Taylor. Niestety ona wpadła w narkomanię a Mike, broniąc kobiety przed policjantem, zabił go w obronie własnej. Został przez to skazany w 1987 roku na 5 i pół roku więzienia w Kansas. We wrześniu 1988 roku, jego dziewczyna Deirdre odwiedziła go w więzieniu i podczas spotkania począł się jego syn Deirdre skłamała mu potem, że przeprowadziła usunięcie ciąży, po czym zniknęła z jego życia. W 1992 roku przeprowadził się do Los Angeles, po czym ożenił się. Kobieta zmarła w 2003 roku. Nie mieli dzieci, ale zostawiła mu w spadku psa nazwany Bongo. Przyjechał do Fairview bo tam dręczyły go koszmary.

## Historia

### Sezon 1
Mike Delfino wprowadził się do domu przy 4356 Wisteria Lane krótko przed tym jak Mary Alice Young się zastrzeliła. Oficjalnie był miłym i skromnym hydraulikiem. Na zlecenie schorowanego już Noah Taylora, szukał jego córki i jednocześnie swojej ex-narzeczonej Deirdre. Zniknęła ona w Fairview na początku lat 90. XX wieku. Sporządził nawet mapę, gdzie zaznaczeni byli wszyscy mieszkańcy, łącznie z ich wiekiem. Pozostałości kobiety odkryto w skrzyni na zabawki, która przebywała przez 11 lat pod dnem basenu rodziny Young.
Pomijając śledztwo, które prowadził, stał się obiektem zainteresowań dwóch sąsiadek: rozwiedzionych Susan Mayer i Edie Britt. Pierwsze spotkanie u Mike’a obydwu kobiet zakończyło się niemalże tragedią. Pies mężczyzny prawie udusił się od kolczyka Susan. Matka Julie Mayer przyjechała do kliniki i na miejscu dowiedziała się, że serce Mike’a należało jeszcze do zmarłej żony. Pomimo tego, Mike zaprosił Susan do kina. W wizycie przeszkodziła jednak Martha Huber, wścibska sąsiadka. Odkryła, że Susan podpaliła dom Edie. Zaszantażowała ją, ale Susan wykradła kubek, który stanowił o jej winie z domu Marthy. Niestety musiała oddać swą randkę z Mikiem Edie.
Paul Young zabił Marthę Huber. Paul próbował w to morderstwo wrobić Mike’a i jego sąsiad został za to aresztowany. Wypuszczono go jednak po tym jak Susan potwierdziła, że była z mężczyzną tamtego wieczora. Odkryła przy tym kryminalną przeszłość. Zdruzgotana, Susan zakończyła związek a Mike napisał jej list, w którym miała być wyjaśniona jego przeszłość. Susan już mu nie ufała i zwróciła nieprzeczytany list. Poprzez prywatnego detektywa, Shawa, zbadała przeszłość mężczyzny. Następnie skierowała się do Kendry Taylor i Noah po odpowiedź. Kendra wyjaśniła dopiero w jej aucie, że Mike z Deirdre, jej siostrą, byli uzależnieni od narkotyków,. Mike szybko wyrwał się z nałogu. Delfino stanął w obronie Deirdre, kiedy policjant przyłapał ją na handlu narkotykami i w zamian za wolność, miała z nim się przespać. Walczyli na balkonie, aż w końcu spadli. Tylko Mike przeżył. Susan i Mike wrócili do siebie, kiedy ta dowiedziała się, że to była obrona własna.
Sam hydraulik wkrótce dowiedział się, że Paul Young był zaangażowany w morderstwo Deirdre. Wziął Paula jako zakładnika i planował go zabić w odkrywkowej kopalni wapnia, dopóki Paul nie opowiedział mu historii jak doszło do zbrodni. Mike pozwolił odejść Paulowi bo sam zrozumiał, że Youngowie wychowali syna Deirdre. Tymczasem Susan stała się zakładnikiem Zacha Younga, który czekał na niego w jego domu by go zabić.

### Sezon 2
Kiedy Mike wrócił do domu, po krótkiej szamotaninie to Susan przejęła broń a Zach uciekł. Powiedział policjantowi Pete Romslo, że nie chce wnieść oskarżenia. Sama Susan była w szoku, kiedy odkryła, że Zach jest synem Mike’a. Powiedział jej o tym, gdy wizytowali kostnicę, w której na szczęście, nie było zwłok chłopca. Susan bała się zachowania Zacha, zwłaszcza od czasu, gdy zakazała mu widywać się z Julie. Chcąc ochronić córkę, zachęciła Zacha, którego odnalazła, do poszukania Paula w stanie Utah. Dała mu też w tym celu pieniądze. Kiedy Mike dowiedział się o tym od Paula, zakończył swój związek z Susan.
Zach nie pojechał wcale do Utah, tylko wrócił na Wisteria Lane do adopcyjnego ojca. Mike tymczasem, w sekrecie przed Paulem, próbował lepiej poznać Zacha, czym sam chłopak był początkowo zainteresowany. Bronił też go przed szkodliwymi wpływami biologicznego dziadka, od strony matki, Noah Taylor. Paul jednak wyraźnie uświadomił chłopcu, że jest zmęczony jego obsesją na temat ludzi, którzy nie kochali go na tyle, by chcieli go utrzymać. W trakcie wizyty u Noah, Zach, który sam dowiedział się prawdy, stwierdził, że Paul, a nie Mike jest dla niego jak ojciec.
Po tym jak Edie kompletnie spaliła dom Susan, Mike pomógł Susan założyć urządzenie nagrywające by wydusić z agentki nieruchomości prawdę. Spytał też Susan, czy by nie chciała na ten czas mieszkać u niego. Była to propozycja kusząca, ale odrzuciła ją, by zamieszkać w samochodzie kempingowym przed domem. Orson Hodge spotkał Mike’a i obawiając się rozpoznania, celowo go potrącił w noc kiedy hydraulik miał się oświadczyć Susan.

### Sezon 3
Orson zrobił to, gdyż kilka miesięcy wcześniej Mike odwiedził dom Monique Polier, jego kochanki. Zapomniał jednej z części i po nią pojechał. Gdy wrócił na miejsce, zastał tam tylko Orsona Hodge, który zapłacił mężczyźnie za usługę i zobowiązał się samemu naprawić rury.
Mike leżał sześć miesięcy w śpiączce. Przez ten czas troskliwie opiekowała się nim Susan Mayer. Zabrakło jej jednak gdy się obudził bo była w górach z Ianem Hainsworthem. W przeciwieństwie do Edie, która, wykorzystując jego amnezję wsteczną – nie pamiętał wydarzeń z ostatnich dwóch lat – okłamała go. Mówiła, że Susan źle go traktowała gdy chodzili ze sobą. Uwierzył w to, więc Susan pogłębiła swój romans z Ianem a Edie związała się z Mikiem.
Zerwała z nim gdy aresztowano go za zabójstwo Monique Polier. Susan i Ian starali się wydostać go z więzienia. Mężczyzna spotkał tam Paula Younga, którego zamknięto za „morderstwo” Felicii Tilman. Próbował się zaprzyjaźnić z Mikiem, by Zach, teraz milioner po dziadku, pomógł mu odnaleźć Felicię. Zach pomógł tylko swemu biologicznemu ojcu wyjść na wolność, bo wpłacił za niego kaucję w wysokości miliona dolarów. Już jako wolny człowiek, Mike odwiedził psychoterapeutkę, Maggie Berman. Dzięki niej przypomniał sobie, że jest niewinny i spotkał męża Bree na dachu szpitala, ponieważ ten odwiedził żonę, która spadła z drabiny. Zaczęli walczyć, aż Orson spadł. Dentysta przeżył, ponieważ upadek został osłabiony przez gałęzie drzewa. Tymczasem Mike’a oczyszczono z zarzutów, gdy policja znalazła martwą Almę oraz jej list samobójczy i zęby Monique.
Mike nie był zachwycony kiedy Ian i Susan się zaręczyli. Odkrył jednak, że Ian wiedział o planowanych oświadczynach Mike’a sprzed wypadku. Wyzwał Iana do pokera o Susan. Jeśli by wygrał to mógł jej powiedzieć co czuje, w przeciwnym razie miał się odsunąć na boczny tor. Ian wygrał partię i rzeczywiście Mike trzymał dystans od Susan i Iana. Wkrótce Ian musiał podziękować za uratowanie mu życia przed utonięciem. Susan próbowała zeswatać go z Maggie Gilroy (Peri Gilpin), organizatorką wesel. Nic z tego nie wyszło, bo Mike wyjawił jej swą całą kryminalną przeszłość. Podczas kłótni Iana i Mike’a, kobieta dowiedziała się o grze w karty o nią. Odwołała całe wesele i zadeklarowała, że nie chce widzieć żadnego z nich. Krótko potem, dzięki spotkaniu na terapii z dr Brody (Judyann Elder), zdała sobie sprawę, że strata obu będzie życiową pomyłką. Przyjęła więc Iana z powrotem. Ten wkrótce orzekł jej, że nie chce spędzić życia z nią, zastanawiając się, czy kocha Mike’a, po czym wyjechał do Londynu. Mike tymczasem udał się do gorących źródeł w Palmwood Valley. Susan udała się tam i po tym jak ją odnalazł ze zwichniętą kostką, wrócili do siebie.
Hydraulik sprowadził ten sam wóz kempingowy na podjazd Susan i zamienił złe wspomnienie w dobre. Przyklęknął przed Susan, ale kobieta nie wytrzymała i sama spytała się czy za nią wyjdzie. Mężczyzna zgodził się. Ich ślub miał być taki sam jak z Ianem, czyli gustowny i drogi z wielką suknią oraz fontanną czekolady. Na weselu Gabi i Victora, Susan zauważyła, że jej narzeczony przysnął z przepracowania. Wraz z Julie zrezygnowała z blichtru na rzecz romantyczności. Jej córka, podając się za klientkę, zwabiła Mike’a do lasu, gdzie Susan przygotowała scenerię ołtarza, lamp i kwiatów. Julie była jedynym świadkiem i gościem ceremonii. Tam też odbył się ich ślub, poprowadzony przez pastora (Steve Tyler).

### Sezon 4
Miesiąc po swoim ślubie, do domu przy 4356 Wisteria Lane, wróciła Katherine Mayfair, po 12 latach nieobecności. Jej mąż, dr Adam Mayfair po przebadaniu Susan, stwierdził, że jest ona w ciąży, co bardzo ucieszyło mężczyznę.
Problemy narosły wokół Julie, która chciała iść na imprezę Matta Johnsona (Tahj Mowry). Poszła za pozwoleniem matki, ale Susan sama po nią pojechała, gdy usłyszała od Mike’a, że zabawa skręca w złym kierunku. Mike czekał na nie za drzwiami i nie był zły. Zgodził się na to by Susan decydowała o Julie, ale ich wspólne dziecko miało być wychowywane wspólnie.
Wkrótce też wyszedł na jaw fakt, że ojciec Mike’a, Nick Delfino żyje. Razem z Susan odwiedzili go w więzieniu.
Pewnego dnia na początku jesieni Mike nadwerężył sobie bark w piwnicy domu Karen McCluskey. Lekarz przepisał mu nieodpowiednie tabletki przeciwbólowe, które były skuteczne, lecz silnie uzależniały. Bree znalazła jedną, gdy państwo Delfino odwiedzili ich dom. Po sprawdzeniu jej w książce, powiedziała o tym interesującym fakcie Susan. Ta uwierzyła jej, ale przeszukała też cały dom. Odkryła, że Mike ukrył tabletki w wielkiej latarce. Między małżonkami doszło do starcia i Mike wyrzucił tabletki do zlewu. Gdy Susan spała, rozkręcił rury i wyciągnął je.
Barrett (Armie Hammer), student medycyny i dealer narkotyków został poproszony przez Mike’a o załatwienie kolejnej partii medykamentu. Zażądał on jednak pieniędzy. Mike zaszantażował Adama po tym, jak naprawił jego rury, ponieważ zobaczył, że odwiedziła go Sylvia Greene. Adam, wspominając o ciąży Danielle, zaszantażował Orsona a dentysta dał mu odpowiednie leki. Mike wyznał zaniepokojonemu sąsiadowi, że bierze je bo musi pracować na dziecko i wszystkie potrzeby Susan. Wkrótce Barrett odwiedził dom Delfino i Susan chciała go zeswatać z córką. Został wyrzucony z domu po tym, jak usłyszała od Mike’a, że jest dealerem. Wieczorem odkryła też tabletki w samochodzie męża z wypisanym nazwiskiem Orsona.
Nad Wisteria Lane miało nadciągnąć tornado. Tymczasem Susan zaliczyła scysję na temat leków z Orsonem i mężem. Ten drugi, przypadkowo popchnął ciężarną Susan ze schodów i oboje pojechali do szpitala z obawy o dziecko. Obsługa odmówiła badań ze względu na nawał pracy przy innych przypadkach. Mike rzucił się na jednego z pracowników medycznych i został przykuty do krzesła. Dziecku nic się nie stało a kostka Susan była tylko zwichnięta. Mike poprosił żonę o jeszcze jedną tabletkę przeciwbólową, ale ona powiedziała dość. Zagroziła, że zabierze dziecko i odejdzie od niego, jeśli nie pójdzie na odwyk. Zgodził się i terapia potrwała 30 dni.
Orson został przeproszony przez Mike’a za przepisanie mu leków bez przewidzenia konsekwencji. Orsona dotknęło przemożne poczucie winy, odkąd zamieszkał wraz z Bree u Susan po tym, jak tornado zostawiło dziurę w dachu ich własnego domu. Lunatykował po domu i w końcu wyznał przez sen Julie, że przeprasza, za przejechanie Mike’a.
Państwo Hodge wrócili do swojego domu a Mike przyjechał z centrum odwykowego. Julie powiedziała ojczymowi co usłyszała od Orsona a nazajutrz, dentysta potwierdził historię, szczerze przy tym płacząc. Poprosił też o wybaczenie. Zmartwiony Mike przekazał to Susan a ta wpadła wieczorem do Bree i wykrzyczała jej w twarz całą prawdę. Mike wybaczył Orsonowi, ale mężczyzna opuścił dom Bree, ponieważ jego żona nie była w stanie wybaczyć tego przestępstwa.
Susan, będąca już w mocno zaawansowanej ciąży, udała się do szkoły rodzenia. Tam spotkała swego byłego męża Karla i jego nową żonę Marissę. Zabrała Mike’a by udawał, że ich życie jest równie pomyślne. Mike przyznał się Marissie, że był lekomanem, ale już jest czysty. Susan miała pretensje do męża, ale on pouczył ją, że nie obchodzi go co mówi Karl, bo będzie musiał walczyć do końca życia z uzależnieniem. Karl natomiast, pomimo początkowych sarkastycznych docinek, docenił, że Mike jest szczery, w przeciwieństwie do niego.
Po wizycie swej matki a teściowej Susan, Adele Delfino, na świat przyszedł syn Susan i Mike’a. Oboje nie wiedzieli jak mu nadać na imię. Początkowo wybrali na imię „Connor, ale zmienili decyzję, gdy Mike otrzymał wiadomość, że jego dziadek, Maynard, właśnie zmarł. Susan miała uczcić jego pamięć nadając swojemu synowi jego imię. Chciała cofnąć swą zgodę, gdy usłyszała, że był to ojciec Adele, z którą się nie polubiła. W końcu przystała na to, gdy usłyszała, że Maynard zaopiekował się Adele i Mikiem, gdy Nick poszedł do więzienia. Chłopczyk dostał na drugie imię „James” od ojca teścia Susan. W skrócie imię brzmiało „M.J.”. Po tym ja Julie dostała się do Princeton University, Mike zaoferował swej pasierbicy spadek po dziadku Maynardzie by mogła tam studiować.
Pięcioletni przeskok
Trzy lata po odkryciu sekretu Katherine, Susan i Mike pojechali świętować swą czwartą rocznicę ślubu. W tym samym czasie Lila i Paige Dash także wyjechały z domu kupić lody. Dzięki przewróconemu znaku STOP, oba samochody zderzyły się na skrzyżowaniu Canterbury Road i ulicy dwunastej w Mount Pleasant. Lila i Paige zmarły na miejscu. Susan prowadziła auto i po wypadku nie mogła znaleźć prawa jazdy, dlatego Mike wziął winę na siebie.
Susan i Mike z czasem coraz gwałtowniej zaczęli się kłócić o to czy są winni ich śmierci. Mike nie mógł wytrzymać tego napięcia i wyprowadził się od Susan. Sąd ogłosił separację a 16 miesięcy później, Mike zakończył rozwodem swoje małżeństwo, podpisując odpowiednie dokumenty jako pierwszy. Zostawił też syna pod opieką swojej byłej żony.

### Sezon 5
Na Wisteria Lane wróciła Edie z 5-letniego wygnania, wraz z nowym mężem Davidem Williamsem. Mike poznał Jacksona i polubił go nawet, pomimo tego, że związek jego byłej żony i malarza miał pozostać w ukryciu.
Po wizycie w szkole syna MJ-a, Mike zobaczył, że Jackson został namalowany jako większy od niego. Zrozumiał, że jest za daleko od rodziny i zdecydował zamieszkać gdzieś bliżej syna. W tym samym czasie rodzina Addams sprzedała swój dom przy 4352 Wisteria Lane. Kupił go Dave Williams i kazał swej żonie, agentce nieruchomości, by wynajęła tę nieruchomość Mike’owi, bez wyjawiania do kogo należy.
Wkrótce Mike związał się z również rozwiedzioną Katherine Mayfair. Nie podobało się to jego synowi i Susan, ale obaj, w odwrotnej kolejności, pogodzili się z tym. Dave prowadził natomiast dziwną grę wobec Mike’a, a po uratowaniu życia hydraulika w klubie „biały koń”, stał się jego przyjacielem.
Mike wprowadził się do Katherine. Nie wiedział jednak o tym, że Dave był wdowcem po Lily i Page, osobach, które zginęły 2,5 roku wcześniej w wypadku samochodowym. Mąż Edie chciał się zemścić zabijając Katherine, ale po śmierci drugiej żony, załamał się. Susan wyjawiła wtedy, że to tak naprawdę ona prowadziła samochód, niemal 3 lata wcześniej.
Dave zmienił plany a Mike zaręczył się pod wpływem specyficznych zaręczyn Susan i Jacksona, o czym nikt miał nie wiedzieć. Dave, wkrótce pozbył się Jacksona, zgłaszając urzędowi jego nielegalny pobyt w kraju. Zaplanował też zamordowanie MJ-a Delfino i dał kasetę z nagraniem motywów zbrodni Mike’owi. Miał ją odtworzyć po podróży poślubnej z Katherine. Kaseta odtworzyła się na lotnisku, tuż przed wylotem i Mike przejrzał na oczy. Opuścił Kath i chciał ocalić syna oraz eks-żonę, ale to Dave uległ wyrzutom sumienia. Wypuścił MJ-a z samochodu, tuż przed zderzeniem z samochodem Mike’a. Po wszystkim, Mike i Susan pocałowali się Dave udał się od szpitala psychiatrycznego w Bostonie. Dwa miesiące później Mike ożenił się, ale z kim?

### Sezon 6
Mike, kilka dni po przykrym incydencie z Dave’em, zerwał z Katherine, bo zdał sobie sprawę, że wciąż kocha byłą żonę, którą poprosił ponownie o rękę. Susan zgodziła się a Mike się wprowadził. Nawet Julie wróciła do matki oraz nowego-starego ojczyma, na Wisteria Lane.

W noc poślubną państwa Delfino, Julie niemal uduszono. O ten czyn podejrzewano Danny’ego Bolena, syna nowych sąsiadów, który podrywał Julie. Po wielu insynuacjach i upokorzeniu jakie rodzina Bolen przeżyła, Mike powiedział Susan, że w tym czasie chłopak pił piwo w lokalnym barze a kamera zarejestrowała jego twarz.
W tym samym czasie Katherine nie przeszła do porządku dziennego po druzgocącej nowinie. Ubzdurała sobie, że był narzeczony ją kocha i nadal próbowała o niego rywalizować. Zrobiła scenę w kościele, wymuszając na Susan przeprosiny i próbowała pocałować Mike’a, gdy przyniosła jedzenie po tym jak Julie zapadła w śpiączkę. Susan przez przypadek postrzeliła nawet Katherine w ramię. Angie Bolen, która chciała uniknąć kontaktu z policją, ponieważ rewolwer, który zranił kobietę, należał do niej, przekonała Katherine, że Mike cały czas jest w niej zakochany.
Mayfair próbowała uwieść Mike’a czekoladkami i seksownym strojem. Susan wtrąciła się i broniąc swego małżeństwa, stoczyła walkę w wannie pełnej wody z „przyjaciółką”. Susan i wkrótce Katherine, dzięki śledztwu Denise Lapery (Kathy Najimy), zostały skazane na roboty publiczne. Kath wyznała, że brakuje jej Mike’a i seksu 5 razy dziennie. Mike natomiast wytłumaczył to Susan tak, że nie miał wspólnych tematów z Katherine i dlatego uprawiali tylko seks.
Była narzeczona Mike’a wmówiła małemu Delfino, że jego matka ukradła jej chłopaka. Hydraulik, który dotychczas dzielnie odpierał podchody Katherine, był wściekły. Przyszedł do jej domu i powiedział wyraźnie, że gdy był nią, ciągle myślał o Susan. Katherine dźgnęła się nożem w podbrzusze i oskarżyła o to Mike’a. Jak sama mówiła, nie mógł znieść, że znalazła kogoś innego i mężczyzna trafił on do aresztu. Dopiero ponowny przyjazd Dylan sprowadzonej tu przez Susan, oraz umieszczenie Katherine przez córkę w szpitalu psychiatrycznym, zakończyło jego odsiadkę.
Krótko potem pierwszy mąż Susan zmarł a Julie wyjechała do kuzynostwa na wschód. Karl zostawił Susan w spadku klub ze striptizem. Susan odwiedziła to miejsce i jedna z tancerek, Jennifer (Brianne Davis) zdradziła, że Mike zaglądał już tu kilka razy. Susan musiała wystąpić na rurze, by przekonać Mike’a do nieuczęszczania do klubu. Pani Delfino zapewniła natomiast jedną ze striptizerek, Robin Gallagher do rzucenia pracy w klubie. Dzięki Susan zatrudniono ją w szkole, ale jeden z ojców ją rozpoznał. Ponownie bezrobotna Robin zamieszkała z nimi, ale chcąc zachować przyjaźń z Susan, wyprowadziła się do Katherine.
Razem, jako dwie lesbijki, wkrótce wyjechały do Paryża. Mike natomiast popadł w kłopoty finansowe. Wziął kredyt na rozkręcenie biznesu, ale niestety nie mógł go spłacić. Komornik przejął jego samochód i Susan zaoferowała swoje pieniądze ze sprzedaży klubu Karla. Mike nie chciał ich przyjąć, ale poprosił o pożyczkę od Carlosa. Susan, poprzez swą latynoską przyjaciółkę, dowiedziała się o umowie swoich mężów. Razem wymusiły na nich podczas wspólnej kolacji, by wyjawili co razem zrobili. Zgodnie z planem Susan, Mike poczuł jak to jest być oszukiwanym przez ukochaną osobę. Dlatego też pokazał wszystkie rachunki żonie.
Susan wkrótce ściągnęła niektóre zaległości, ale były one tak duże, że zdecydowała się wynająć własny dom na Wisteria Lane. Sprzedała kilka przedmiotów i miała pretensje do Mike’a, że musi oddać tymczasowo miejsce, w którym wychowywała dwójkę swoich dzieci. Znalazła wkrótce lokatora. Okazał się nim być sam Paul Young.

### Sezon 7
Susan, Mike i MJ przenieśli się do kompleksu mieszkań którego właścicielką była Maxine Rosen. Mike nadal pracował jako hydraulik by spłacić swoje długi. Wieczorem powiedział jej, że myśli o pracy na Alasce, gdzie znajomy umożliwi mu pracę na platformie wiertniczej. Susan się nie zgodziła i przekonała go, że dadzą sobie radę. Nazajutrz okłamała go, gdy nakrył ja tańczącą przed laptopem. Wieczorem przyniósł jej żółte róże z okazji spłacenia przez nią samochodu. Mieli to uczcić wizytą w drogim lokalu „Chez Naomi”, ale Susan zrozumiała, że muszą zacisnąć pasa, jeśli chcą wrócić na Wisteria Lane. Mike odwiedził bank by wpłacić pieniądze, a po stanie konta zauważył brak 9000 dolarów. Domagał się wyjaśnienia od żony, ale Lynette, która ją odwiedziła, skłamała, że je pożyczyła.
W dzień Halloween, Mike zobaczył prawdę o Susan jako tancerce erotycznej w serwisie „Va Va Va Broom Ladies”. Usłyszał też, że powodem ujawnienia tego był Paul Young, który dodatkowo doprowadził do wyrzucenia Susan z pracy w prywatnej szkole w Oak Ridge. Mike, w obliczu takiej sytuacji, zdecydował, że wyjedzie na Alaskę.
Podczas jego nieobecności na Wisteria Lane wybuchły zamieszki z powodu polityki prowadzonej przez Paula. W noc po tym jak zostały rozpędzone, postrzelono jej inicjatora. Mike powrócił do miasta i odwiedził żonę, która straciła prawidłowo działającą nerkę. Felicia Tilman dowiedziała się o zranieniu swojego wroga od córki, Beth. Dlatego zadzwoniła do Mike’a, który nie chcąc rozmawiać z nią przy policjantach, złożył jej wizytę w więzieniu. Tam przyznał się, że on nie oddał strzału.
Mike’a odwiedził Paul, który domyślił się, że Zachary Young strzelił do niego. Mike nie chciał mu podać adresu swojego biologicznego syna, ale po tym jak zauważył, że pogrąża go narkomania, oboje umieścili go w ośrodku odwykowym.
Wyniki zdrowia Susan zaczęły się pogarszać. Lekarka (Alison Martin) doradziła jej tylko by żyła normalnie i zrealizowała plany które obmyśliła. Wpadła na pomysł by razem z mężem uczcili dziewiątą rocznicę ślubu przed lipcowym terminem. Gdy wydarzenie potoczyły się nie po ich myśli, Mike wybuchł przed żoną, że umiera i sam nic nie potrafi zrobić. Czuł jak by się żegnała i już się poddała. Zaprzeczyła wszystkiemu i zapewniła go, że chce się cieszyć każdą chwilą dopóki walczy.
Rozwiązaniem jednego z ich problemów stała się Beth. Mogła zostać dawcą, dlatego zanim się zastrzeliła, podpisała zgodę na oddanie nerki Susan. Paul próbował zablokować jej decyzję a Mike był gotowy wytoczyć mu proces za taką decyzję. Susan zabroniła tego mężowi. Paul w końcu zezwolił na wypełnienie ostatniej woli swej drugiej zmarłej żony. Tilman, w związku z tragedią w najbliższej rodzinie, została zwolniona warunkowo z więzienia. Zamieszkała w domu przy 4356 Wisteria Lane.
Po przeszczepie nerki, Susan Delfino zaczęła się troszczyć o Paula. Mike’owi to nie odpowiadało, ale przystał na to ze względu na prośbę żony. Gdy wróciła do domu, uznał, że nie może się gniewać na nią za to, że jest taka dobra.
Pomoc udzielana przez Susan obróciła się przeciw niej, gdyż Felicia podtruwała dania przygotowywane przez nią dla Paula. Mike powiedział Bobowi o ofercie Felicii by zabił Paula a wdowcowi po Mary Alice o działaniach Felicii. Razem weszli do opustoszałego domu Felicii. Dzięki temu Susan wyszła z aresztu.
Nazajutrz Mike, Susan i MJ wrócili do swojego domu, dokładnie w rok od momentu opuszczenia go. Bree, Renee Perry, Lynette i Gabi urządziły przyjęcie mobilne z jednego do drugiego domu by to uczcić.

### Sezon 8
W ciągu miesiąca jaki minął od ich powrotu zauważył, że Susan zamknęła się w sobie i nie chciała odwiedzać przyjaciółek.
Mike pomógł Tomowi wyprowadzić się z jego domu. Sam został też zatrudniony przez Bena Faulknera w jego projekcie budowlanym.
W międzyczasie Susan i Carlos zaczęli ze sobą rozmawiac, nieoczekwianie po 13 latach sąsiedztwa. Mike podejrzewał, że mają oni romans. Uderzył nawet sąsiada, gdy Susan odpracowywała karę za napaść na policjanta. Wieczorem Susan i Carlos powiedzieli mu o zatuszowaniu morderstwa ojczyma Gabrielle dkryła przed nim wszystkie karty, ale Mike wyszedł z pokoju.
Ochłonął i doradził jej tylko by zaakceptowała to co zrobiła bo jeśli będzie to dusić w sobie, wszystko powróci ze zdwojoną siłą. Sama skupiła się na lekcjach malarstwa u Andre Zellera. Mike czuł, że Carlosowi, w przeciwieństwie do Susan z którą rozmawiał, jest znacznie lżej na sercu gdy rozmawiał o straszliwej nocy. Dlatego poprosił by nie poruszali już tego tematu. Było to jednym z powodów dlaczego Latynoski sąsiad popadł na krótki okres w alkoholizm.
Krótko potem pracownicy Bena wykopali ciało Alejandra, którego grób dziwnym trafem znajdował się dokładnie w miejscu budowy jego projektu. Bree przyznała się mu, że nie popełniła zbrodni, ale ją tuszuje. Ben zgodził się, gdy zobaczył jak mściwy jest były chłopak Bree, detektyw Chuck Vance, który prowadził sprawę poszukiwania zamordowanego. Mike zgodził się pochować na nowo zwłoki ojczyma Gabi pod domem budowanym przez Bena. Nazajutrz nadzorował zalewanie miejsca betonem.
Tymczasem Chuck zaczął przesłuchiwać Susan, Lynette i Gabrielle w sprawie Alejandra. Gdy otrzymała ofertę wyjazdu do Nowego jorku od mentora Andre, Felixa Bergmana (Leslie Jordan), bardzo chciała z niej skorzystać. Mike natomiast chciał zostać na Wisteria, nawet będąc sam. Chuck został poturbowany ze skutkiem śmiertelnym. Natomiast Susan chciała wyjechać, ale Mike zabrał jej torbę. Wtedy usłyszała o tym co się przydarzyło detektywowi a Mike uznał, że skoro tak się stało, mogą wrócić do normalności bo był zmęczony szaloną jazdą na emocjach, trwającą od kilku miesięcy.
Na pogrzebie Chucka, Susan uznała, że uspokoi swe sumienie tylko wtedy gdy zobaczy co stało się z drugą rodziną Alejandra. Zdobyła błogosławieństwo męża na wyjazd do Oklahoma City, do Claudii Sanchez. Osiągnęła tym swój cel.
Natomiast Mike’a zajęły problemy finansowe Bena, który chciał wziąć pieniądze od lichwiarza Donniego. Mike mu w tym przeszkodził, ale wkrótce Ben i tak zaciągnął pożyczkę od tego samego mężczyzny bez wiedzy męża Susan.
Do domu Delfino przyjechała Julie, będąca w szóstym miesiącu ciąży. Było to szokiem dla matki, jak i ojczyma kobiety. Pomimo to Mike, w opozycji do Susan, zaakceptował decyzję Julie oddania dziecka. Sam zapewnił Julie, że wszystkie decyzje jej matki są podyktowane miłością.
Następnie hydraulik był świadkiem jak Ben podpalił plac budowy. Chciał przez to spłacić lichwiarza z pieniędzy wypłaconych przez ubezpieczyciela. Delfino był wzburzony i w trakcie ostrego upominania swojego szefa, Ben zasłabł z powodu silnego stresu w pracy. Mąż Susan udał się do Renee, której to powiedział o bardzo poważnych kłopotach Faulknera z finansami i zdrowiem. Spłata długu zaciągniętego przez Bena przez Renee Perry wciągnęła Mike’a w jej ochronę.
Mike powiedział Susan z kim zadarł i zaczął nawet nosić broń. Oboje udali się jednak na policję, która nie mogła im pomóc. Nie zapewniła mu ona, mężczyźnie który sam podawał innym pomocną dłoń i starał się chronić ludzi wokół siebie, należytego bezpieczeństwa. Donnie przyjechał pod jego dom i oddał do niego strzał. Mike zdążył tylko odepchnąć żonę na podłogę.
Przypomniał sobie też jak poznał Susan na stypie po Mary Alice, zobaczył ją nagą w krzakach, ślubował jej wierność w lesie, usłyszał o ciąży, urodził mu się syn i wiele innych wydarzeń po czym kula dosięgła go w sam środek klatki piersiowej. Zabójca odjechał a ofiara nie dawała oznak życia. Susan na kolanach podeszła do niego i położyła lewą rękę na jego krwawiącej klatce piersiowej. Próbowała go obudzić, ale widząc, że to nie daje rezultatów, rozpłakała się i zaczęła krzyczeć.

## Po śmierci
Susan pozegnała Mike’a w kościele. Pogrzeb Mike’a zebrał wszystkich mieszkańców Wisteria Lane, bez Adele Delfino, Sophie Bremmer-Flickman, Zacha Younga oraz Katherine Mayfair. Lynette zdecydowała, że odzyska Toma, z którym była w separacji a Gabrielle przestanie być samolubna i pozwoli Carlosowi na pracę w ośrodku dla ubogich. Renee pożegnała go, śpiewając mu Amazing Grace na w kościele i na cmentarzu. Bree, Lynette i Gabi zapewniły natomiast, że będą się opiekować wdową po Mike’u i ich synem.
Kilka tygodni później duch drugiego męża Susan pojawił się gdy wdowa po Mike’u zostawiła sprzedany dom przy 4353 Wisteria Lane kobiecie o imieniu Jennifer.

## Ciekawostki
- Marc Cherry powiedział, że pierwotnie to Mike i Katherine mieli się pobrać na początku szóstego sezonu a Susan będzie mieć załamanie nerwowe, jednakże fani produkcji zdecydowali, że lepiej będzie jak zastosuje sytuację odwrotną, czyli ślub byłych małżonków i załamanie Katherine[21].
- W sezonach 1 – 5 Mike jeździł pojazdem marki Nissan Titan z 2004 roku.
- Zarówno Mike i Zach ma grupę krwi ABRh−[22].
- Mike, w momencie zgonu, był 56. postacią uśmierconą przez scenarzystów.
- Mike, ze względu na swoją datę urodzenia, był zodiakalnym lwem.
- Jest to też jedyna postać, która nie zmieniła wykonywanego zawodu w trakcie swego życia na Wisteria Lane.

## Powiązane z postacią

### Adele Delfino
Adele Delfino (Celia Weston) to matka Mike’a. Wyszła za maż za Nicka i razem urodziło im się dwoje dzieci, Laura i Mike. Razem z mężem oddali starszą Laurę do adopcji ponieważ stwierdzono u niej autyzm a leczenie jej było by zbyt drogie. Kobieta była też poddawana przemocy ze strony męża, gdy Mike miał 10 lat. Gdy jego ojciec poszedł do więzienia, kobietą z synem zaopiekował się teść Nicka, Maynard.
Sezon 4
Adele pochodziła z południa co zdradzał jej akcent. Była to typowa teściowa, którą kochał syn, ale krytykowała ciężarną – pod koniec trzeciego trymestru – Susan za prowadzenie kuchni, brak pracy czy chrapanie. Za pierwszym razem Susan pozbyła się jej towarzystwa gdy udała, że wody płodowe odeszły jej w restauracji. Następnego dnia zmusiła męża by przeciwstawił się matce w jej fali krytycyzmu. Susan zaczęła jednak rodzić. Adele widziała wnuka w szpitalu po czym wyjechała. Nazajutrz zadzwoniła do syna, że zmarł jej ojciec, „Maynard” i Mike nakłonił Susan by ich syn dostał imię „Maynard James”, po imionach dziadków.
Sezon 8
Osiem lat później Adele wyznała Mike’owi w liście, że ma siostrę. Nie chciała tylko by Susan, Julie i Maynard wiedzieli o niej. Bała się tego co o niej by pomyślały.

### Bongo
Bongo (Owczarek niemiecki) to pies należący do Mike’a i jego zmarłej żony, gdy mieszkali jeszcze w Los Angeles. Obiecał jej na łożu śmierci, że zaopiekuje się nim.
Sezon 1
Pies został sprowadzony do domu na 4356 Wisteria Lane w Fairview. Od początku nie polubił Susan Mayer w przeciwieństwie do Edie Britt. Susan namówiła psa by ją przyjaźnie polizał po uchu za pomocą sosu do jedzenia, ale ten połknął jej kolczyk. Mike zawiózł psa do weterynarza, gdzie Bongo wydalił przedmiot. Później, gdy Susan wpadła przez podłogę łazienki Mike’a do sufitu jego kuchni pies nie udzielił pomocy Susan. Był obecny gdy do Mike’a przyjechała Kendra Taylor. Gdy Zach Young włamał się do domu Mike’a by go zabić, Susan przyszła do psa by go nakarmić. Wziął ją za zakładniczkę.
Sezon 2
Mike przyszedł do domu i Susan rzuciła się na chłopaka, po czym wyrwała mu broń. Bongo natomiast podbiegł do nogawki kobiety i zaczął ją szaprać. Broń wystrzeliła w drzewo a Zach uciekł. Kiedy syn nowej sąsiadki Betty Applewhite, upośledzony Caleb, uciekł z celi w której go trzymała, Bongo wyczuł go, gdy był przed domem Karen McCluskey. Dzięki temu Mike mógł go złapać i oddać policji.
Sezon 3
Bongo zdechł lub został komuś oddany gdy Mike był przez sześć miesięcy w śpiączce.

### Detektyw Copeland
Detektyw Copeland (Connor O'Farrel) to funkcjonariusz, który prowadził śledztwo w sprawie śmierci Marthy Huber. Czterokrotnie żonaty w przeszłości.
Sezon 1
Przewodniczył spotkaniu przed domem Paula Younga. Był też w domu Mike’a, gdy Susan przybiegła do niego, wyznając mu miłość. Gdy znaleziono ciało Marthy Huber, funkcjonariusz zidentyfikował zwłoki. Przekazał też złe nowiny jej siostrze, Felicii. Pytał też ją o jakiekolwiek zapiski siostry, które by wyjaśniły jej śmierć. Wierzył, że to Mike był winny. Zakwestionował słowa Susan, która powiedziała, że spała z nim w noc śmierci pani Huber. Uzasadniał to tym, że ludzie robią różne głupstwa, gdy są zakochani i pokazał Susan kartotekę Mike’a.

### Detektyw Sulivan
Detektyw Sulivan (Nick Chinlund) to skorumpowany oficer policji, opłacany przez Noah Taylor.
Sezon 1
Prowadził sprawy zgonów Marthy Huber, dlatego też był obecny przy przesłuchaniu Susan Mayer przez detektywa Copelanda. Spytany przez niego, czy jej wierzy, zaprzeczył i trafnie określił ją jako „naiwniaczkę”. Wieczorem, tego samego dnia, dał się przekupić Noah Taylorowi. Gdy ten dowiedział się o śmierci Deirdre, zlecił Sullivanowi by wydał Mike’owi teczkę ze sprawą Deirdre. Usunął też nazwisko Mike’a z listy podejrzanych o zabójstwo Marthy.
Sezon 2
Prawie rok później Noah dowiedział się od Felicii, że ma wnuka. Detektyw nakłonił Mike’a by ten wyjawił mu prawdę. Sullivan odkrył też tajemnicę rodzinną Youngów i dostał zadanie zabicia Paula. Odprowadził go też osobiście najpierw do aresztu i do ciężarówki z przestępcami, którzy mieli go zabić. Paul przeżył i Zach zapewnił mu nietykalność.

### Kendra Taylor
Kendra Taylor (Heather Stephens) to starsza siostra Deirdre i córka milionera Noah.
Sezon 1
Kendra została wysłana do Mike’a, by sprawdzić na jakim etapie jest jego śledztwo w sprawie Deirdry. Susan i Edie myślały jednak, że to jego była dziewczyna. Gdy wróciła do ojca, mając dość rozmów na temat zniknięcia siostry, powiedziała Mike’owi, żeby zakończył śledztwo. Sprzeciwiając się woli ojca, porozmawiała z Susan o uzależnieniu Deirdre z Mikiem i jego obronie własnej, gdy chciał bronić Deirdre, przed policjantem. Zakończyła się ona jego śmiercią, za co Mike poszedł do więzienia.

### Laura Delfino
Laura Delfino (Stephanie Jones) to siostra Mike’a, nieco starsza od niego. Cierpi na autyzm i brak mowy. Adele z mężem oddała ją do adopcji, ponieważ dla niej życie z jej ojcem i tak było trudne. Także wychowanie dziewczynki było by obciążone dodatkowymi, niezbędnymi kosztami, na których małżeństwo Delfino nie było stać. Mike nie wiedział o jej istnieniu do czasu, gdy dwa lata po ślubie z Susan (osiem lat przed jego śmiercią) Adele wyznała synowi prawdę w liście. Zawarła w nim swój ból, wstyd i codzienne poczucie winy z tego powodu. Prosiła go by nie wyjawiał swej nowej, pięknej rodzinie najgorszego sekretu. Nie chciała by wiedzieli jaką osobą była teściowa Susan. Mike zachował listy i dotrzymał słowa. Kłamiąc Susan, że jedzie na softball, udawał się co tydzień przez te osiem lat do Mount Pleasant do siostry, którą opiekowała się Jennie Hernandez (Sarah Zimmerman). Założył nawet specjalne – ukryte przed żoną – konto na które wpłacał pieniądze dla Laury.
Sezon 8
Susan dowiedziała się o wszystkim dopiero po śmierci męża, po tym jak Lee McDermott otworzył czarną skrzynkę Mike’a w ich szafie. Zawierała m.in. rysunki Laury i adres Jennie. Susan sądziła, że Jennie to matka drugiego dziecka jej zmarłego męża. Po odwiedzeniu ośrodka i przeczytaniu listów od byłej teściowej, Susan zgodziła się dalej wysyłać pieniądze i włączyć Laurę do swojego życia. Dzięki temu Julie zdecydowała, że nie odda swej córki do adopcji.

### Maynard James Delfino
Maynard James „M.J.” Delfino (Mason Vale Cotton) to syn Susan i Mike’a, a także przyrodni brat Julie Mayer i Zachary’ego Young. Ma imiona „Maynard” po ojcu Adele i „James” po ojcu Nicka.
Sezon 4
Urodził się 11 maja 2008 roku, w trakcie ósmego miesiąca ciąży. Na początku Susan chciała mu dać imię Connor. Mike jednak potem wspomniał, że zmarł mu dziadek Maynard od strony matki i chciałby go upamiętnić, nadając to imię synowi. Susan dodała drugie imię James, po drugim dziadku i odtąd zaczęła do niego wołać wersją skróconą, „M.J.”
Pięcioletni przeskok czasowy

Gdy Maynard miał trzy lata, jego rodzice mieli wypadek samochodowy z Lilą i Paige Dash, z którego tylko oni wyszli cali. Rok później rozwiedli się.
Sezon 5
Mike, dzięki Davidowi Williamsowi wprowadził się do 4352 Wisteria Lane. Kiedy zaczął się spotykać z Katherine Mayfair, M.J. nie zaakceptował tego i rzucił kulą do kręgli w jej stopę. Susan zaprowadziła M.J – a do prywatnej szkoły, Oak Ridge. Tam zatrudnił ją dyrektor Hobson by płacili mniejsze czesne. Mike natomiast miał zamiar wprowadzić się do Katherine, dlatego zaczął przyprowadzać do niej chłopca. Mayfair wręczyła dziecku lody po tym jak zapytał ojca o to kiedy ją poślubi. Tymczasem Bree dobiła targu z M.J – em. Upiekła i wręczyła mu makaroniki w zamian za to, że zaprosi Evana Mayer na swoje urodziny. Równolegle do wydarzeń, Dave Williams próbował zabić M.J – a, ale plan nie został zrealizowany.
Sezon 6
Maynard James przyjął z radością ponowny ślub jego rodziców. Służył przy ołtarzu, podając obrączki matce i ojcu. Na urodzinach Juanity, był świadkiem jak małpa zaatakowała clowna u Solisów. Zdruzgotana Katherine powiedziała chłopcu, że jego matka jest złą osoba, przez co Mike u niej interweniował. W Oak Ridge doszło do niespodziewanego konfliktu. Gabi wraz z Susan desperacko rozpracowały które z ich dzieci należy do jakiej grupy zaawansowania. Okazało się, że Juanita jest na wyższym poziomie i doprowadziło to do starcia między matkami. On i Juanita rywalizowali też w szkole o to kto sprzeda więcej czekolad. M.J. nigdy nic nie wygrał a Juanita nie miała przyjaciół. Wygrała Juanita, ale M.J. okazał się na tyle bystry, że Gabi pogratulowała mu moralnego zwycięstwa. Jakiś czas później kłopoty finansowe rodziców chłopca zmusiły ich do wynajęcia swojego domu na Wisteria Lane.
Sezon 7
Młody Delfino wprowadził się wraz z matką i ojcem do mniejszego mieszkania. Podczas Święta Dziękczynienia chłopiec wystąpił w szkolnym przedstawieniu jako jeden z XVII – wiecznych osadników amerykańskich. Dzięki Lynette Scavo został też zaproszony wraz z matką do domu Renee Perry na świąteczny obiad. Kobieta jednak nie lubiła dzieci i wystawiła im osobny stolik na podwórku. Nie był zadowolony gdy jego ojciec wyjechał na platformę wiertniczą by polepszyć ich byt finansowy. Po zamieszkach na Wisteria Lane, Mike wrócił do Fairview a Susan straciła nerkę i trafiła do szpitala. Chłopiec przyszedł z ojcem do matki by ją odwiedzić. Poprosiła swe sąsiadki o przysługę. Miały by pomóc Mike’owi wychować jej syna gdyby coś jej się stało a wszystkie się zgodziły. Susan otrzymała nerkę i po 6 – tygodniowym okresie rehabilitacji, Karen McCluskey zaopiekowała się chłopcem by rodzice mogli to uczcić. Ostatecznie cała trójka Delfino wróciła na 4353 Wisteria Lane.
Sezon 8
Kilka miesięcy później Mike został zamordowany i pochowany na lokalnym cmentarzu. Oboje z matką musieli uporać się ze stratą. Nawet dzieci traktowały go gorzej, gdyż był bez ojca. Na nadchodzący wyścig minikarów, Susan zorganizowała pomoc wszystkich mężczyzn z Wisteria Lane i przyjaciół Mike’a. Pomogli synowi zamordowanego sąsiada zbudować jego pojazd. Wkrótce też młody Delfino opuścił Wisteria Lane z matką i siostrzenicą by zamieszkać w nowym miejscu.

### Maggie Berman
Dr Maggie Berman (Miriam Flynn) to psychoterapeutka Mike’a Delfino.
Sezon 3
Pomogła hydraulikowi odzyskać pamięć po tym jak został potrącony i wybudził się z półrocznej śpiączki z 2-letnią amnezją wsteczną. Dzięki niej zobaczył we wspomnieniach, że to Orson Hodge był u Monique w wieczór kiedy zginęła. Także dzień gdy przysiągł Susan, że będzie z nią przez resztę życia jeść śniadania.

### Nick Delfino
Nick Delfino (Robert Forster) to ojciec Mike’a. Pojął on za żonę Adele i razem urodziło im się dwoje dzieci, Laura i Mike. Razem z żoną oddali starszą Laurę do adopcji ponieważ stwierdzono u niej autyzm a leczenie jej było by zbyt drogie. Nick pobił też swoją żonę, gdy Mike miał 10 lat. Trafił do więzienia, gdyż zabił swojego przełożonego, który wcześniej nakłamał na niego by zdobyć swoje stanowisko. Gdy doszło do konfrontacji między nimi, Arnie roześmiał mu się w twarz. Nick użył jego krawata by go udusić. Wyrok był dożywotni bez prawa do ułaskawienia. Dorosły Mike skłamał potem Susan, że jego ojciec nie żyje.
Sezon 4
Podczas rozeznania genetycznego u ciężarnej Susan ta dowiedziała się, że jej teść żyje. Mike wyjawił jej, gdzie przebywa. Susan udała się do więzienia i poznała jak zabił. Zauważyła, że on wcale nie żałował tego co uczynił, w przeciwieństwie do Mike’a. W prywatnej rozmowie w cztery oczy, Nick przekazał jej, że gdyby rozpamiętywał to co zrobił to by oszalał. Żałował tylko tego, że zhańbił rodzinę bo Mike był lubianym chłopcem. Stary Delfino ostrzegł ją by uważała na niego. Sam miał przyszłość, dopóki nie zniszczył sobie życia.